# Jasper (Missouri)
Jasper – miasto w Stanach Zjednoczonych, w stanie Missouri, w hrabstwie Jasper.